# Pia Lautenbacher
Pia Lautenbacher (* 9. Januar 1994 in München) ist eine deutsche Kinderdarstellerin.

## Leben
Lautenbacher wurde durch ihre Rolle als Evi Kramer in dem Marcus-H.-Rosenmüller-Film Wer früher stirbt ist länger tot bekannt. Ein Jahr später wurde sie von Rosenmüller in dessen Film Schwere Jungs für die Rolle der jungen Inga engagiert. Im Kurzfilm Drive spielte sie, an der Seite von Udo Wachtveitl und Petra Einhoff, die Hauptrolle.
Pia Lautenbacher lebt in München. Sie spricht, neben Deutsch und Englisch, Italienisch.

## Filmografie (Auswahl)
- 2005: Wer früher stirbt ist länger tot (Regie: Marcus H. Rosenmüller)
- 2006: Schwere Jungs (Regie: Marcus H. Rosenmüller)
- 2009: ROOKIE – Fast Platt (Regie: Tommy Krappweis)
- 2009: Drive (Regie: Jean-Luc-Julien)
- 2010: Meine Mutter, Heinrich und ich (Regie: Jean-Luc-Julien)
- 2010: Vis-a-Vis (Regie: Julia Schabus)
- 2013: Der Chef und die Neue